# 列奥波德·科策卢
列奥波德·科策卢（德語：Leopold Koželuch；1747年6月26日—1818年5月7日），波西米亚作曲家，小提琴家。在布拉格成名，1778年移居维也纳，成为玛丽亚·特蕾西亚女皇的音乐教师。1792年回布拉格宫廷任职。科策卢也是一名共济会的会员。他的作品很多，但音乐风格较为保守，还曾经对海顿音乐中的革新倾向作出批评。

## 外部連結
- 列奥波德·科策卢的免费乐谱，由国际乐谱典藏计划提供